# The War Room
Pour plus de détails, voir Fiche technique et Distribution.
The War Room est un film documentaire américain réalisé en 1993 par Chris Hegedus et Donn Alan Pennebaker.

## Synopsis
Le film porte sur la campagne électorale de Bill Clinton, candidat à la présidence des États-Unis en 1992. Le film est sorti en janvier 1994.

## Fiche technique
- Titre : The War Room
- Réalisation : Chris Hegedus et Donn Alan Pennebaker
- Photographie : Nick Doob et Donn Alan Pennebaker
- Montage : Chris Hegedus, Erez Laufer et Donn Alan Pennebaker
- Production : R. J. Cutler
- Société de production : Cyclone Films, McEttinger Films et Pennebaker Associates
- Pays :  États-Unis
- Genre : Documentaire
- Durée : 96 minutes
- Dates de sortie : 
  -  Canada : 14 septembre 1993 (Festival international du film de Toronto)
  -  États-Unis : janvier 1994

## Distinctions
Le film a été nommé à l'Oscar du meilleur film documentaire.